# Entodesma
Entodesma är ett släkte av musslor. Entodesma ingår i familjen Lyonsiidae.
Kladogram enligt Catalogue of Life:
| Entodesma | \| \| Entodesma beana \| \| \| \| \| \| Entodesma navicula \| \| \| \| \| \| Entodesma pictum \| \| \| \| \| \| Entodesma saxicola \| \| \| \| |
|           | \| \| Entodesma beana \| \| \| \| \| \| Entodesma navicula \| \| \| \| \| \| Entodesma pictum \| \| \| \| \| \| Entodesma saxicola \| \| \| \| |
|           | Lyonsia |
|           | |
|           | Mytilimeria |
|           | |
|           | Entodesma beana |
|           | |
|           | Entodesma navicula |
|           | |
|           | Entodesma pictum |
|           | |
|           | Entodesma saxicola |
|           | |

|  | Entodesma beana    |
|  |                    |
|  | Entodesma navicula |
|  |                    |
|  | Entodesma pictum   |
|  |                    |
|  | Entodesma saxicola |
|  |                    |